# Liga de Básquetbol Estatal de Chihuahua
Para la liga de béisbol, véase Liga Estatal de Béisbol de Chihuahua.
La Liga de Básquetbol Estatal de Chihuahua (LBE) es una liga de baloncesto en México, en la cual participan 8 (2025) equipos del estado de Chihuahua, y uno de Coahuila.Por motivos comerciales, también se le conoce como Liga Mexbet LBE.

## Historia
La Liga de Básquetbol Estatal de Chihuahua cuenta con el aval del Instituto Chihuahuense del Deporte.

## Campeones
| Año     | Campeón                         |
| ------- | ------------------------------- |
| 2000-01 | Indios Ciudad Juárez            |
| 2001-02 | Apaches de Cuauhtémoc           |
| 2002-03 | Durazneros de Casas Grandes     |
| 2003-04 | Durazneros de Casas Grandes     |
| 2004-05 | Choriceros de Camargo           |
| 2005-06 | Choriceros de Camargo           |
| 2006-07 | Durazneros de Casas Grandes     |
| 2007-08 | Faraones de Nuevo Casas Grandes |
| 2009    | Soles de Ojinaga                |
| 2010    | Soles de Ojinaga                |
| 2011    | Soles de Ojinaga                |
| 2012    | Indios de Saucillo              |
| 2013    | Soles de Ojinaga                |
| 2014    | Pioneros de Delicias            |
| 2015    | Dorados de Chihuahua            |
| 2016    | Dorados de Chihuahua            |
| 2017    | Dorados de Chihuahua            |
| 2018    | Pioneros de Delicias            |
| 2019    | Dorados de Chihuahua            |
| 2020    | Cancelada por Covid-19          |
| 2021    | Dorados Capital                 |
| 2022    | Dorados Capital                 |
| 2023    | Toros Laguna                    |
| 2024    | Dorados de Chihuahua            |
| 2025    | Dorados de Chihuahua            |

## Equipos participantes
| Liga de Básquetbol Estatal de Chihuahua 2025 |                                |                                        |
| Equipo                                       | Ciudad                         | Gimnasio                               |
| Apaches de Chihuahua                         | Chihuahua, Chihuahua           | Gimnasio Rodrigo M. Quevedo            |
| Dorados de Chihuahua                         | Chihuahua, Chihuahua           | Gimnasio Manuel Bernardo Aguirre       |
| Faraones de Nuevo Casas Grandes              | Nuevo Casas Grandes, Chihuahua | Gimnasio Municipal José Luis Arroyos   |
| Indios de Ciudad Juárez                      | Ciudad Juárez, Chihuahua       | Gimnasio Municipal Josué “Neri” Santos |
| Indomables de Ciudad Juárez                  | Ciudad Juárez, Chihuahua       | Gimnasio Municipal Josué “Neri” Santos |
| Mineros de Parral                            | Parral, Chihuahua              | Auditorio Municipal Parral             |
| Pioneros de Delicias                         | Delicias, Chihuahua            | Gimnasio Municipal de Delicias         |
| Soles de Ojinaga                             | Ojinaga, Chihuahua             | Poliforo Municipal Ojinaga             |
| Toros Laguna                                 | Torreón, Coahuila              | Auditorio Municipal Torreón            |